# Robb Hescool
Robb Hescool (fl. XIX-XX secolo) è stato un calciatore scozzese, di ruolo mediano.

## Carriera
Hescool entrò nel sodalizio bianconero nel 1905, stesso anno del suo collega di lavoro ed amico Jack Diment, rimanendo però relegato nella seconda squadra.
Apprezzato per la qualità dei suoi rilanci, fu impiegato tra le file della prima squadra della Juventus nella stagione 1913-1914, ottenendo il quarto posto nella classifica finale del Torneo Maggiore.
A causa dei tabellini incompleti, gli unici incontri di cui si ha certezza della sua presenza in campo sono il pareggio esterno dei bianconeri per 1 a 1 del 7 dicembre 1913 contro l'AC Milanese e la vittoria per 7 a 2 contro l'Inter del 14 dicembre 1913.

## Palmarès

### Calciatore

#### Club

##### Competizioni nazionali
- Seconda Categoria: 1

Juventus II: 1905